# Windows Fundamentals for Legacy PCs
Windows Fundamentals for Legacy PCs ("WinFLP") je Microsoftov operacijski sustav, zasnovan na XP-u, ali optimizan za stariji, manje moćan hardver. Izdan je 8. srpnja 2006. godine.

## Opis
Microsoft predstavlja Windows FLP kao operacijski sustav koji pruža osnovne računalne servise na starijem hardveru, a pruža i neke druge stvari kao što je Windows Firewall, Group Policy, automatski update, itd.
Windows FLP je proizvod zasnovan na XP-u specijalno optimizaran za stara računala. Dopušta pokretanje aplikacija lokalno, kao i onih koje se pokreću preko Remote Desktopa. 
Windows FLP ne može se kupiti u trgovinama ili dobiti s novim PC računalom. Microsoft nudi FLP kao jeftinu nadogradnju tvrtkama koje imaju velik broj Windows 9x računala, ali im treba podrška za najnoviji sustav. Windows FLP ne uključuje igre, Outlook Express i neke alate sustava, čak i u punoj instalaciji (1,1 GB).
Windows FLP predstavljen je, sredinom 2005., pod kodnim imenima "Eiger" i "Mönch".

## Minimalni sistemski zahtjevi
- Pentium procesor – 233 MHz (300 MHz preporučeno)
- 64 MB RAM (128 MB preporučeno)
- 500 MB prostora na tvrdom disku (1 GB preporučeno)
- rezolucija 800x600

## Glavne značajke
- Koristi manje radne memorije od Windows XP Professional verzije
- Podrška za skoro sve XP aplikacije
- Osnovna podrška za mrežu
- Podržava većinu drivera
- Nadogradnja starijih računala zbog modernizacije sigurnosti
- Podržava DirectX
- Podržava vanjske uređake

## Ograničenja
- Dial-up i terminal nisu dopušteni
- Ima problema s kompatibilnosti za neke programe
- Može imati problema sa starijim driverima
- Instalacija zahtijeva formatiranje tvrdog diska
- Ne uključuje Joystick Control Panel (JOY.CPL)
- Windows FLP nije preporučen korisnicima koji ne znaju engleski zbog toga što nakon instalacije MUI (Višejezično korisničko sučelje, en. Multilingual User Interface) paketa može doći do problema sa sustavom.

## Vanjske poveznice
- Windows FLP - web stranica - Microsoftove informacije o ovom sustavu.